# ودي وليامز (لاعب كرة قاعدة)
ودي وليامز (بالإنجليزية: Woody Williams)‏ هو لاعب كرة قاعدة أمريكي، ولد في 21 أغسطس 1912 في بامبلين سيتي في الولايات المتحدة، وتوفي في 24 فبراير 1995 في أبوماتوكس في الولايات المتحدة.

## وصلات خارجية
- ودي وليامز (لاعب كرة قاعدة) على موقع دوري كرة القاعدة الرئيسي (الإنجليزية)
- ودي وليامز (لاعب كرة قاعدة) على موقعبيزبول رفرنس.كوم (الدوري الرئيسي) (الإنجليزية)
- ودي وليامز (لاعب كرة قاعدة) على موقعبيزبول رفرنس.كوم (الدوري الثانوي) (الإنجليزية)